# Marmota de l'Himàlaia
La marmota de l'Himàlaia (Marmota himalayana) és una espècie de rosegador de la família dels esciúrids. Viu a la Xina, l'Índia, el Nepal i el Pakistan. Els seus hàbitats naturals són els prats, herbassars i deserts alpins amb molt poca pluja. Hiberna en colònies. És una espècie en risc mínim, és a dir, no sembla que hi hagi cap amenaça significativa per a la seva supervivència.